# Nikita Georgijevič Šervašidze
Nikita Šervašidze, plným jménem Nikita Georgijevič Šervašidze, někdy také Nikita Čačba-Šervašidze (bulharsky a rusky Никита Георгиевич Шервашидзе, abchazsky Ниқита Георг-иԥа Чачба; 1941 – 15. července 2008) byl bulharský politik а energetik. Pocházel ze starého abchazského rodu Čačba/Šervašidze a po úmrtí svého otce, Georgije Vladimiroviče Šervašidzeho, byl od roku 1978 až do své smrti pretendentem Abchazského knížecího trůnu, tedy možný vládce částečně mezinárodně uznané Abcházie, které na sklonku svého života sloužil v Bulharsku jako její zplnomocněný zástupce.

## Biografie
Nikita Šervašidze se narodil v Bulharsku do původem abchazské šlechtické rodiny Čačba/Šervašidze, jež sem po nástupu vlády Bolševiků uprchla z Ruska. Základní a střední vzdělání získal v bulharském hlavním městě Sofii s vyznamenáním, ačkoliv dle jeho vlastních slov bylo studium na střední škole problematické a byl dvakrát vyloučen za špatné chování. Na Státní polytechnice v chemicko-technologickém institutu vystudoval elektrotechniku a získal titul inženýr. Poté odcestoval do Moskvy, kde nastoupil na postgraduální studium do Energetického institutu G. M. Křižanovského, kde obhájil svou disertační práci na téma čištění vody v jaderných zařízeních.
Celý svůj profesní život se věnoval bulharské energetice a většinu tohoto období strávil ve firmě Energoprojekt, největším bulharském výzkumném a konstrukčním podniku v energetickém průmyslu. Po několika letech práce byl jmenován ředitelem Energoprojektu. Po pádu komunistického režimu se aktivně zajímal o politiku, avšak brzy ho zklamala orientace nové demokratické vlády na západ, neboť byl prorusky orientovaný. Přesto v nových podmínkách dvakrát šéfoval bulharskému rezortu energetiky coby ministr či předseda státního výboru. Ministerstvo energetiky bylo totiž v 90. letech 20. století několikrát reorganizováno jako výbor či agentura. Nejprve vedl resort energetiky ve vládě vládě Ljubena Berova, než byl po nástupu vlády Renety Indžovové z pozice předsedy energetického výboru dne 17. listopadu 1994 odvolán z důvodu uzavření smluv, jež nebyly dle nové premiérky v souladu se státními zájmy. O dva roky později se na post šéfa energetiky vrátil ve vládě Žana Videnova, která rozhodla, že tento rezort bude od roku 1996 opět ministerský. Během svého působení v ministerském křesle se aktivně podílel na společenském a kulturním životě v Bulharsku. Po skončení na ministerském postu se vrátil zpět do Energoprojektu, kde setrval až do důchodu.
Oženil se s chemičkou Lilianou Milevovou, poloviční bulharskou Řekyní, se kterou měl syna Andreje.
V závěru života se blíže zajímal o domovinu svých předků - o Abcházii a o její dějiny. V roce 2002 se spolu se svým synem zúčastnil prvního kongresu všeabchazské aristokracie, který se konal v ruském Soči. Zde se abchazská šlechta, roztroušená v mnoha zemích, zavázala k ochraně abchazské kultury a tradic, které jejich rody budovaly po staletí.
Nikita Šervašidze začal poté Abcházii osobně navštěvovat. Naposledy to bylo v květnu 2007 při příležitosti devadesátého výročí narození abchazského spisovatele Bagrata Šinkuby, jenž skonal o tři roky dříve. 15. července 2008 však Nikita Šervašidze doma v Sofii náhle zemřel. V Abcházii na něj vzpomínali jako na patriota a v kondolenčním dopise pozůstalým ho abchazský ministr zahraničí Sergej Šamba popsal jako silného a ctnostného člověka, který si působením v bulharské politice zasloužil o rozvoj této země, a který ze zahraničí dělal dlouhodobě vše pro obhajobu abchazských národních zájmů a celým srdcem dbal o osud Abcházie.

## Genealogie
Níže je uveden rodokmen Nikity Georgijeviče Čačby-Šervašidzeho.
|  |                                    |  |  |  |  |  |  |  |  |  |  |  |  |
|  | Konstantin Georgijevič Šervašidze  |  |  |  |  |  |  |  |  |  |  |  |  |
|  |                                    |  |  |  |  |  |  |  |  |  |  |  |  |
|  |                                    |  |  |  |  |  |  |  |  |  |  |  |  |
|  | Vladimir Konstantinovič Šervašidze |  |  |  |  |  |  |  |  |  |  |  |  |
|  |                                    |  |  |  |  |  |  |  |  |  |  |  |  |
|  |                                    |  |  |  |  |  |  |  |  |  |  |  |  |
|  | Nathalie d'Enloy de la Garde       |  |  |  |  |  |  |  |  |  |  |  |  |
|  |                                    |  |  |  |  |  |  |  |  |  |  |  |  |
|  |                                    |  |  |  |  |  |  |  |  |  |  |  |  |
|  | Georgij Vladimirovič Šervašidze    |  |  |  |  |  |  |  |  |  |  |  |  |
|  |                                    |  |  |  |  |  |  |  |  |  |  |  |  |
|  |                                    |  |  |  |  |  |  |  |  |  |  |  |  |
|  | Aleksej Běljajev                   |  |  |  |  |  |  |  |  |  |  |  |  |
|  |                                    |  |  |  |  |  |  |  |  |  |  |  |  |
|  |                                    |  |  |  |  |  |  |  |  |  |  |  |  |
|  | Anna Aleksejevna Běljajevová       |  |  |  |  |  |  |  |  |  |  |  |  |
|  |                                    |  |  |  |  |  |  |  |  |  |  |  |  |
|  |                                    |  |  |  |  |  |  |  |  |  |  |  |  |
|  | ?                                  |  |  |  |  |  |  |  |  |  |  |  |  |
|  |                                    |  |  |  |  |  |  |  |  |  |  |  |  |
|  |                                    |  |  |  |  |  |  |  |  |  |  |  |  |
|  | Nikita Georgijevič Šervašidze      |  |  |  |  |  |  |  |  |  |  |  |  |
|  |                                    |  |  |  |  |  |  |  |  |  |  |  |  |
|  |                                    |  |  |  |  |  |  |  |  |  |  |  |  |
|  | Fjodor Benděrjev                   |  |  |  |  |  |  |  |  |  |  |  |  |
|  |                                    |  |  |  |  |  |  |  |  |  |  |  |  |
|  |                                    |  |  |  |  |  |  |  |  |  |  |  |  |
|  | Anastas Fjodorovič Benděrjev       |  |  |  |  |  |  |  |  |  |  |  |  |
|  |                                    |  |  |  |  |  |  |  |  |  |  |  |  |
|  |                                    |  |  |  |  |  |  |  |  |  |  |  |  |
|  | ?                                  |  |  |  |  |  |  |  |  |  |  |  |  |
|  |                                    |  |  |  |  |  |  |  |  |  |  |  |  |
|  |                                    |  |  |  |  |  |  |  |  |  |  |  |  |
|  | Taťjana Anastasovna Benděrjevová   |  |  |  |  |  |  |  |  |  |  |  |  |
|  |                                    |  |  |  |  |  |  |  |  |  |  |  |  |
|  |                                    |  |  |  |  |  |  |  |  |  |  |  |  |
|  | David Vačnadze                     |  |  |  |  |  |  |  |  |  |  |  |  |
|  |                                    |  |  |  |  |  |  |  |  |  |  |  |  |
|  |                                    |  |  |  |  |  |  |  |  |  |  |  |  |
|  | Tamara Davidovna Vačnadzeová       |  |  |  |  |  |  |  |  |  |  |  |  |
|  |                                    |  |  |  |  |  |  |  |  |  |  |  |  |
|  |                                    |  |  |  |  |  |  |  |  |  |  |  |  |
|  | ?                                  |  |  |  |  |  |  |  |  |  |  |  |  |
|  |                                    |  |  |  |  |  |  |  |  |  |  |  |  |
|  |                                    |  |  |  |  |  |  |  |  |  |  |  |  |